# Marie Hamsun
Marie Hamsun (pigenavn: Andersen 19. november 1881 i Elverum, Norge – 4. august 1969 i Nørholm) var en norsk skuespillerinde og forfatterinde, gift med forfatteren Knut Hamsun.
Marie Hamsun udgav to digtsamlinger og flere børnebøger. Bygdebarn-serien i fem bind (1924–57) følger en søskendeflok på fire, to drenge og to piger fra et miljø, som kan minde om hendes egen barndom i Strandbygda i Elverum. De to første er episodiske skildringer af liv og leg på gården gennem årstiderne. Bøgene er oversat til svensk, tysk, tjekkisk, engelsk, dansk, lettisk og finsk, og hun fik det norske Kirke- og undervisningsdepartementets pris for den sidste af bøgerne. Fra sit liv med Knut Hamsun skrev hun to erindringsbøger: Regnbuen (1953) og Under gullregnen (1959).
Marie Hamsun delte sin mands politiske overbevisninger og hans støtte til Nazi-Tyskland og den tyske besættelse af Norge under 2. verdenskrig. Hun var medlem af Vidkun Quislings fascistparti Nasjonal Samling og rejste rundt til tyske byer i den tidlige del af krigen for at læse højt af Knut Hamsuns bøger.
Marie og Knut fik børnene Tore, Arild, Ellinor og Cecilia.
Før hun blev gift, boede hun sammen med skuespilleren Dore Lavik.
Knut Hamsun forlod Marie, kort før det første barn blev født, for at få ro til at skrive, hvad han ikke havde held til. Efter at have modtaget hendes telegram om fødslen, foreslog han i et brev: «Skal vi kalde ham Tore efter vikinghøvdingen Tore Hund?»Tore Hund?»
9.april 1940 var Marie Hamsun på vej til Oslo med hurtigruten, da invasionen indtraf. Hun var på vej for at se en udstilling af sønnen Tores malerier. Båden lagde til ved Drøbak, hvorfra hun gik til en gård på Nesodden, som også tog imod overlevende fra «Blücher». En bus bragte dem til Oslo, og Marie Hamsun tilbragte dagen på Kirkeveien hos familien Fearnley, som sønnen Arild boede hos. Sønnen i huset, Arild Fearnley, mindes at Marie Hamsun efter en lang tænkepause sagde: «I grunnen burde vi alle her i Norge bli nazister, for nå etter invasjonen er tyskerne så sterke at vi har ingen sjanser.» Famillien Fearnley blev meget rystet over det.
22.februar 1952 blev Knut Hamsun bisat fra kapellet ved krematoriet i udkanten af Arendal. Familien var nærmest blanket af efter retsopgøret og havde ikke penge til at lade datteren Cecilia komme fra København.